# Rue des Écoles (radio)
Ne doit pas être confondu avec Rue des Écoles (Paris).
Rue des Écoles est de 2009 à 2018 une émission de radio hebdomadaire de France Culture consacrée aux questions éducatives, dans l'enseignement scolaire comme dans l’enseignement supérieur. En septembre 2018, elle est remplacée par l"émission Être et savoir.

## Historique
L'émission, créée en septembre 2009, est produite par Louise Tourret, qui la présente. Marie-Caroline Missir y a assuré des chroniques de septembre 2014 jusqu'en juin 2018. L'hebdomadaire L'Express fut le partenaire officiel de la chaîne et s'en fait l'écho chaque semaine entre 2012 et 2016 
Le Café pédagogique a été partenaire jusqu'en 2014. L'Étudiant est partenaire depuis 2014, notamment sur la séquence Grantanfi, consacrée au supérieur et qui occupe les dix dernières minutes de l'émission puis avec la rubrique l'Actualité de l'éducation, proposé par Marie-Caroline Missir en début puis en milieu de programme. L'émission a aussi collaboré avec le site ÉducPros qui appartient au même groupe.
Rue des écoles repose sur des débats avec des personnalités liées à l'éducation (chercheurs, responsables politiques, auteurs et journalistes, chroniqueurs, enseignants, personnels de direction, syndicalistes, éditeurs, étudiants, parents d'élèves, etc.) portant sur les politiques scolaires et universitaires en France. Elle traite également de l'évolution des théories pédagogiques et des pratiques éducatives, dans la perspective du devenir des élèves et des étudiants et de la lutte contre l'échec scolaire.

## Collaborateurs et intervenants
Outre Louise Tourret et Marie-Caroline Missir, il faut relever parmi les intervenants réguliers notamment : 
- Claude Lelièvre (histoire de l'éducation)
- Marianne Blanchard (nouveautés éditoriales)
- Benoît Falaize et Nathalie Mons (chroniques en partenariat avec EducPro[3])
- Réalisation (selon les années) : Alexandra Malka, Vanessa Nadjar, Daniel Finot, Jean-Christophe Francis, Olivier Guérin
- Attachées d'émission : Geneviève Méric, Laurence Jennepin